# Tickencote
Tickencote – wieś w Anglii, w hrabstwie Rutland. Leży 14 km na wschód od miasta Oakham i 133 km na północ od Londynu. W 2001 miejscowość liczyła 67 mieszkańców.